# Vejksel
Vejksel (Prunus mahaleb) är en växtart i familjen Rosväxter. 
Blomman är vit.